# Puerto La Unión Centroamericana

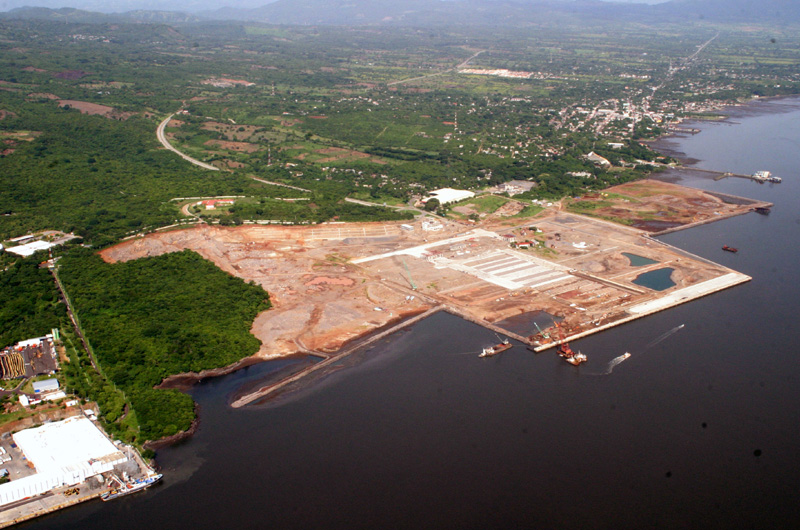
Puerto La Unión Centroamericana

Der Hafen Puerto La Unión Centroamericana ist ein neuer Hafen in der Bucht von La Union am Golf von Fonseca in El Salvador.  
La Unión Centroamericana liegt rund ein Kilometer südlich der 1915 erbauten Hafenanlage Puerto de Cutuco. Der Hafen mit einer Fläche von insgesamt einer Million Quadratmeter wurde von der Comisión Ejecutiva Portuaria Autónoma geplant. Baubeginn war 2009 und die Fertigstellung ist für 2015 vorgesehen. Nach der Inbetriebnahme wird auch dieser neue Hafen von CEPA verwaltet.